# David Marshall
David James Marshall (født 5. marts 1985) er en skotsk tidligere professionel fodboldspiller, som spillede som målmand i sin karriere.

## Klubkarriere

### Celtic
Marshall begyndte sin karriere hos Celtic, og gjorde sin professionelle debut i februar 2003. Det lykkedes dog aldrig Marshall at få gennebrud på Celtic-holdet, og han spillede hovedsageligt som reservemålmand i sin tid i klubben.

### Norwich City
Marshall skiftede i januar 2007 til Norwich City på en lejeaftale. Aftalen blev gjort permanent i juli af samme år.

### Cardiff City
Efter at Norwich havde rykket ned fra Championship i 2008-09 sæsonen, skiftede Marshall til Cardiff City. Marshall blev fast mand på holdet fra starten, og holdt rollen i sine 7 år i klubben.
Efter at Mark Hudson havde forladt klubben i september 2014, blev Marshall gjort til holdets nye anfører.

### Hull City
Marshall skiftede i august 2016 til Hull City.

### Wigan Athletic
Marshall skiftede i juli 2019 til Wigan Athletic.

### Derby County
Marshall skiftede i august 2020 til Derby County. Han blev gjort til anfører da Wayne Rooney stoppede som spiller og blev træner. Marshall mistede dog sin plads på holdet, og blev gjort til tredjevalg på målmandposten.

### Queens Park Rangers
Marshall skiftede i januar 2022 til Queens Park Rangers.

### Hibernian
Marshall vendte tilbage til Skotland, da han ved kontraktudløb hos QPR skiftede til Hibernian.
I juni 2024 annoncerede Marshall, at han stoppede spillerkarrieren.

## Landsholdskarriere

### Ungdomslandshold
Marshall har repræsenteret Skotland på U/21-niveau.

### Seniorlandshold
Marshall debuterede for Skotlands landshold den 18. august 2004. Han var del af Skotlands trup EM 2020.

## Titler
Celtic
- Scottish Premier League: 1 (2003-04)
- Scottish Cup: 2 (2003-04, 2004-05)
- Scottish League Cup: 1 (2005-06)

Cardiff City
- EFL Championship: 1 (2012-13)

Individuelle
- Cardiff City Player of the Year: 2013–-4